# 米什基夫
48°46′28″N 25°49′36″E / 48.77444°N 25.82667°E
米什基夫（烏克蘭語：Мишків）是位於烏克蘭西部特諾皮爾州裏喬爾特基夫區的村莊，始建於1495年，面積18.6平方公里，2001年人口539，人口密度每平方公里29人。